# Simpsonbaailagune

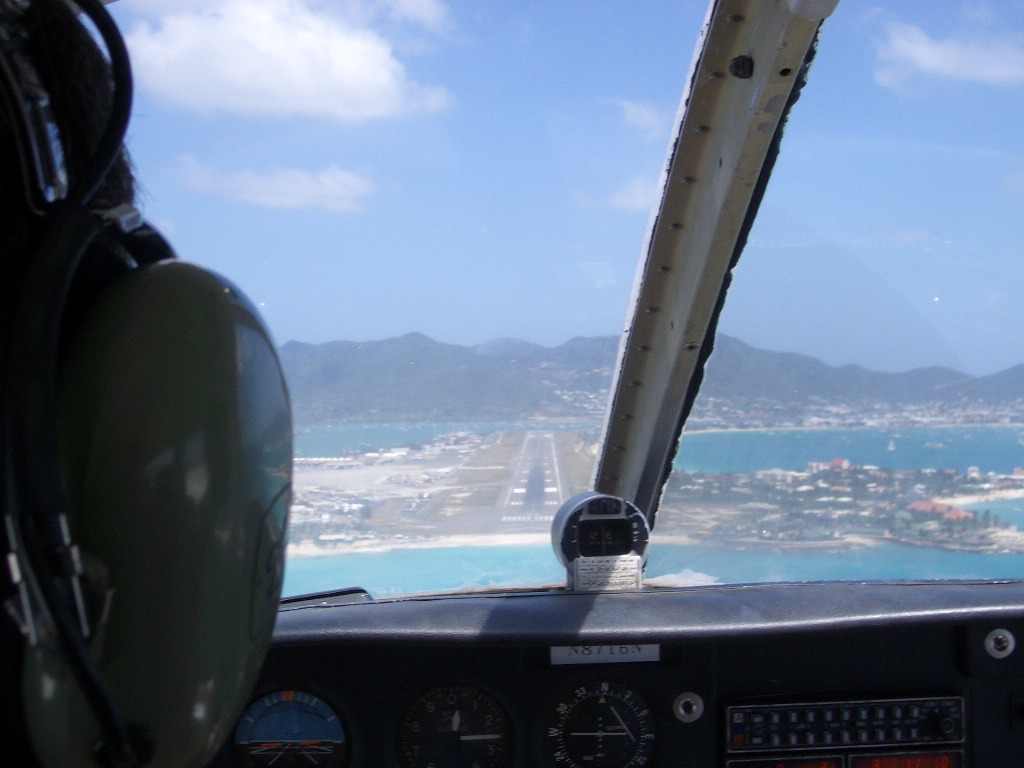
Landing op Princess Juliana International Airport bij Maho Beach. Links de Simsonbaai lagune en rechts de Simpsonbaai

De Simpsonbaailagune (of Grand Étang de Simsonbaai, Engels: Simpson Bay Lagoon) is een lagune op het eiland Sint Maarten. Het vormt de grens tussen Sint Maarten en de Franse Collectivité de Saint-Martin.
De grens loopt door met midden van de lagune en aan beide zijden liggen eilandjes. Het Grand Îlet ligt aan Franse zijde en Little Key aan de kant van Sint-Maarten. Via een kanaal bij de Baie Nettlé staat de lagune in verbinding met de Caraïbische Zee. Princess Juliana International Airport ligt bij de Simpsonbaailagune. Het eiland Isle de Sol ligt aan de Nederlandse kant, en bevat een privéjachthaven. Isle de Sol is met een brug verbonden aan de vaste wal.
De lagune is waarschijnlijk vernoemd naar John Simpson die twee piratenschepen in de baai tot zinken had gebracht.